# 年龙乡
年龙乡，是中华人民共和国四川省甘孜藏族自治州色达县下辖的一个乡镇级行政单位。

## 行政区划
年龙乡下辖以下地区：
下修它村、其哈玛村、日撒玛村和俄热村。